# Pile gallo-romaine de Valcabrère
La pile gallo-romaine de Valcabrère est une tour gallo-romaine massive en pierre, aussi appelée pile, située dans la commune de Valcabrère, dans le département français de la Haute-Garonne.
Ce cénotaphe à la mémoire d'une personnalité locale est construit à l'est de Lugdunum Convenarum (Saint-Bertrand-de-Comminges), en bordure de la voie antique reliant Toulouse à Dax. S'il ne mesure plus qu'un peu moins de 4 m de haut au XXIe siècle, sa hauteur initiale était certainement au moins deux fois supérieure.

## Localisation

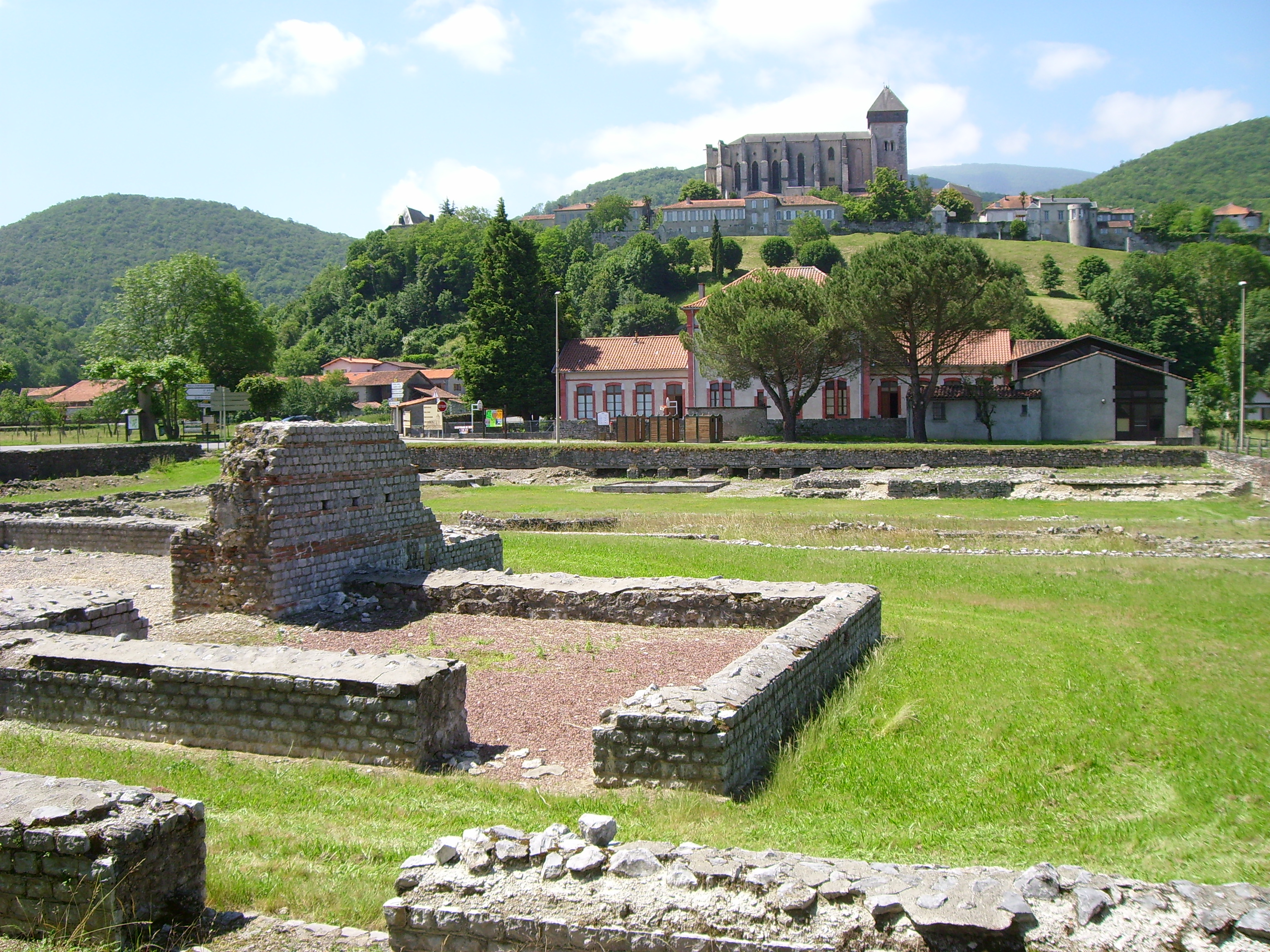
La site de Lugdunum Convenarum.

La pile, monument funéraire gallo-romain, se trouve à 300 m à l'est du chef-lieu communal de Valcabrère. Elle tourne sa face nord vers une route moderne (D26) qui la longe et qui est orientée ouest-est en suivant le cours de la Garonne.
Dans l'Antiquité, une voie parallèle à la voie moderne passait à une trentaine de mètres plus au sud ; cette voie reliait Tolosa (Toulouse) à Aquae Tarbellicae (Dax) en passant par Lugdunum Convenarum (Saint-Bertrand-de-Comminges),. C'est vers celle-ci, en léger surplomb, qu'est orientée la face principale du monument. L'agglomération de Lugdunum Convenarum se trouve à un peu plus d'un kilomètre au sud-ouest du site qui faisait partie de la zone des nécropoles de la cité antique.

## Historique
La pile n'est pas datée en l'absence d'indice le permettant, mobilier archéologique notamment, mais sa construction sous l'Empire romain est assurée, par analogie avec d'autres piles funéraire du Sud-Ouest pour lesquelles une information plus précise a pu être établie ; l'opus vittatum de son parement est couramment utilisé à partir de l'époque agustéenne. Cette fourchette de dates correspond également à la période où la cité de Lugdunum Convenarum est intensément fréquentée en tant que ville gallo-romaine.
Dans son inventaire paru en 1884, Philippe Lauzun évoque une publication plus ancienne d'Edward Barry (Monographie du dieu Leherenn d'Ardiége, 1859) dont l'auteur cite le monument de Valcabrère.
Le relevé du monument est réalisé en 1974 par le Bureau d'architecture antique du sud-ouest.
En 2017, la pile de Valcabrère est listée dans l'inventaire général du patrimoine culturel comme « pile funéraire romaine » pour la région Occitanie.

## Description
La pile est très détériorée : elle est tronquée au-dessous du niveau de sa niche et son parement a presque entièrement disparu.
Le massif de fondations, dont la base correspond au niveau de la D26, mesure 3,40 × 2,60 × 0,95 m. Il est surmonté d'un soubassement haut de 1,18 m puis d'un podium haut de 2,68 m dont les deux premiers degrés marquent des retraits successifs. La hauteur totale conservée du monument est de 3,86 m.
Le noyau de la pile en opus caementicium comporte, à mi-hauteur de la partie conservée, deux lits de terres cuites architecturales ayant pour fonction de régler l'horizontalité du monument entre deux banches. Ce dispositif est masqué par le parement qui, lui, est en opus vittatum homogène de moellons deux fois plus larges que hauts.
Les restitutions de la pile en font un monument d'au moins 8 m de haut, doté d'une niche à statue tournée vers le sud et la voie antique, avec une toiture en bâtière, mieux adaptée à un édifice au plan rectangulaire, au sommet de laquelle aurait pu prendre place une antéfixe en marbre de Saint-Béat découverte sur place. Pour Pierre Sillières et Georges Soukiassian, le monument de Valcabrère est une pile au décor simple, sans pilastre, ornement réservé aux piles de plus grande dimension. Des entablements et éventuellement des corniches séparent les différents étages de la pile, en retrait les uns par rapport aux autres.
Aucun enclos funéraire n'est identifié à proximité de la pile mais, en raison des profonds bouleversements qu'a connus le site, cette absence n'est pas forcément significative. Un squelette d'enfant aurait été découvert à proximité au début du XXe siècle, sans lien établi avec la pile.

## Fonction
À la fin du XIXe siècle, la fonction de la pile, très détériorée et réduite à un massif de maçonnerie peu reconnaissable, est discutée, entre monument funéraire, porte de ville fortifiée ou arc de triomphe,.
Au XXIe siècle, la présence du monument au sein d'une zone vouée pendant longtemps aux inhumations et l'analogie de son architecture avec d'autres édifices du même type permettent d'affirmer avec beaucoup de vraisemblance qu'il s'agit d'un cénotaphe et non d'un mausolée, dédié à la mémoire d'une personnalité locale et construit de manière à être bien visible par les personnes empruntant la voie antique.